# Rover 75
Rover 75 je osobní automobil vyšší střední třídy vyráběný v letech 1998–2000 společností Rover Group a od roku 2000 nástupnickou společností MG Rover Group. Rover 75 byl vyráběn ve verzi sedan nebo kombi s pohonem předních kol a v roce 2002 byla představena i verze V8 s osmiválcovým motorem Ford vpředu, pohonem zadních kol a zvětšeným rozvorem. V roce 2001 uvedla MG Rover také sportovní verzi pod značkou MG nazvanou MG ZT.
Rover 75 byl vyvinut automobilkou Rover Group v Cowley u Oxfordu během jediného roku. Poté, co BMW odprodali celou skupinu Rover Group, se výroba převedla na nově vzniklou společnost MG Rover Group, kterou založilo konsorcium Phoenix Venture Holdings okolo bývalého výkonného ředitele Roveru Johna Towerse. Výrobní kapacita byla poté přestěhována do posledního závodu ve vlastnictví Roveru v Longbridge v Birminghamu. V Cowley zůstala pouze výroba vozu Mini, kterou si BMW ponechali.
Rover 75 byl odhalen veřejnosti v roce 1998 na výstavě British International Motor Show v Birminghamu a první vyrobené kusy se začaly prodávat v únoru 1999. Výroba modelů Rover 75 a MG ZT skončila 8. dubna 2005, kdy byl na výrobce MG Rover Group vyhlášen konkurz.

## Historie výroby
Projekt Roveru 75 začal jako součást tří nových návrhů pod vedením Richarda Woolleyho a to jako velký sedan s kódovým označením Flagship, menší vozidlo (s kódovým jménem Eric) a 75. Z nich se ujal pouze koncept 75. Původním cílem bylo znovu faceliftovat předchozí model Rover 600, ale po převzetí Rover Group automobilkou BMW bylo rychle rozhodnuto, že tato platforma nebude znovu použita, ale bude nahrazena zcela novým modelem.
Práce na novém modelu s kódovým označením R40 pokračovaly s malými provozními zásahy ze strany BMW. Design byl přijat nadšenou reakcí ze strany vedení a obě společnosti věřily, že klasický vzhled bude pro Rover ideálním směrem. Byly přijaty nové, revoluční konstrukční postupy 3D simulace virtuální reality včetně technik simulace "ebuild", čímž se zajistilo, že vůz ve fázi sériové výroby dosáhne špičkové kvality.
K pohonu nového vozu byla využita řada benzinových a vznětových motorů o objemu od 1,8 až po 2,5 litru. K dispozici byly čtyřválcové benzínové motory Rover řady K-Series objemu 1.8 litru a šestiválcové benzínové agregáty řady KV6 se čtyřmi vačkovými hřídeli nabízeným buď s objemem 2.0 litru s krátkým zdvihem nebo revidovaný o objemu 2,5 litru. Dvoulitrový šestiválec byl kvůli emisním limitům později nahrazován čtyřválcem K-Series o objemu 1,8 litru s turbodmychadlem. Jako vznětový motor byl použit BMW M47, který byl Roverem ve spolupráci s rakouskou firmou Steyr značně přepracován a dostal nové označení M47R.
Všechny modely byly dále osazovány buď pětistupňovou manuální převodovkou Getrag 283 od stejnojmenné firmy, která byla dodávána z nového závodu Getrag ve městě Bari v Itálii nebo pětistupňovou automatickou převodovkou JATCO JF506E čímž se Rover 75 stal jedním z prvních automobilů s příčným uložením motoru, který byl touto převodovkou osazen.
Vůz byl vybaven kotoučovými brzdami doplněnými systémem Bosch 5.7 se čtyřkanálovým ABS a elektronickým rozložením brzdné síly. Ruční brzda byla ovládána lankem, které bylo spojeno s bubnem integrovaným uvnitř zadních kotoučů.
Přední náprava typu MacPherson byla ukotvena litými spodními rameny ve tvaru L. Široké rozestupy montážních bodů, poddajné vymezovací vložky a obvodový podrám poskytly modelu komfortní jízdní vlastnosti s jemným a přesným řízením a to napříč modelovou řadou včetně sportovních derivátů jako je pozdější MG ZT. Jako zadní náprava byla nakonec zvolena po dlouhých úvahách osvědčená víceprvková koncepce BMW Z-Axle, která byla vyvinuta roku 1988 pro sportovní vůz BMW Z1.

### Popularita a prodej
Počáteční prodeje modelu Rover 75 během roku 1999 nesplnila očekávání a oproti konkurenčním modelům stejné třídy, jako bylo BMW řady 3 nebo Audi A4 se v prodejních mapách britských automobilů příliš neprosadil. Důvodem bylo hlavně to, že při veřejném odhalení automobilu na autosalonu v Birminghamu byl bohužel plánován i projev šéfa společnosti BMW Bernda Pischetsrieder, který mediálně zcela zastínil odhalení nového automobilu. Tento projev totiž mimo jiného obsahoval kritiku přístupu britské vlády k finanční pomoci při sanaci továrny Rover v Longbridge (kde měly být vyráběny také nové modely Mini a R30). Média to interpretovala tak, že BMW není spokojeno s pokračujícími finančními ztrátami a zamýšlí tedy ukončit výrobu vozů Rover a továrnu uzavřít. To nepochybně vyděsilo mnoho potenciálních kupujících a to i přes velmi pozitivní reakce na samotný vůz. Tyto reakce dokonce předčili očekávání oproti konkurenčnímu modelu Jaguar S-Type, který byl odhalen ve stejný den jen o pár stánků dál na totožné výstavě.
Tržby se nakonec v průběhu roku 2000 výrazně zvýšily a Rover 75 se tak v dubnu toho roku stal pátým nejpopulárnějším automobilem v Británii. V době bankrotu MG Rover Group v dubnu 2005 se vůz stále poměrně dobře prodával a dokonce několik neprodaných vozů bylo na skladě ještě na počátku roku 2007, kdy se čínská společnost Nanjing Automobile, která skoupila práva na tento model chystala znovu otevřít továrnu v Longbridge.
Na základě kombinace bezpečnosti, výkonu a nákladů na údržbu byl Rover 75 v roce 2011 ve Spojeném království považován za auto s nejmenšími náklady na provoz včetně pojištění napříč věkovými skupinami a u dieslových variant byl na základě spotřeby a výše daní Rover 75 považován za nejúčinnější naftový vůz ve své třídě.
Vozy jsou i přes své stáří stále oblíbené a jsou aktivně podporovány kluby vlastníků, které se rozrůstají. 

### Výroba
| Rok    | Vyrobené kusy |
| ------ | ------------- |
| 1999   | 53 581        |
| 2000   | 31 545        |
| 2001   | 33 883        |
| 2002   | 32 123        |
| 2003   | 30 449        |
| 2004   | 24 156        |
| 2005   | 5 439         |
| Celkem | 211 175       |

## Flexibilní elektronický systém
Elektronický systém Rover 75, který byl částečně převzat z BMW byl navržen jako celistvý kompletní systém pro automobily (zabudovaný audiosystém, navigace, televizní a telekomunikační systémy) a je založen na velmi flexibilním automobilovém počítačovém systému BMW, který byl pro potřeby Roveru jednoduše upraven. Výsledkem tohoto kroku je, že model Rover 75 lze snadno upgradovat pomocí nejnovějších technologií BMW, včetně systému Bluetooth, navigačního systému na bázi DVD a širokoúhlých displejů stejně jako CD přehrávačů s možnostmi přehrávání i formátu MP3.

## Přehled motorů
Rover 75 (včetně jeho sportovní verze MG ZT) byly poháněny kombinací vlastních benzínových motorů řady K-series (včetně KV6), osmiválcového motoru Ford Modular V8 a motorů na LPG. Verze se vznětovým motorem používala motory BMW M47. Ten byl označen jako M47R, jelikož se od originálního modelu odlišoval a měl vylepšené vlastnosti, které byly pro Rover jedinečné. Původní motor BMW M47 byl podélný, kdežto M47R, vytvořený speciálně pro Rovery ve spolupráci s rakouskou firmou Steyr, byl uložen příčně. Dále byl vybaven technologií Common rail, větším turbodmychadlem a sofistikovaným systémem řízení a měření teploty agregátu. Nicméně jádro motoru i hlava zůstali shodné s původním modelem od BMW. 
| Benzín        | Benzín  | Benzín               | Benzín                | Benzín          | Benzín        | Benzín            | Benzín     | Benzín        |
| Roky produkce | Výrobce | Model                | Typ motoru            | Výkon           | Točivý moment | Nejvyšší rychlost | 0-100 km/h | Spotřeba      |
| ------------- | ------- | -------------------- | --------------------- | --------------- | ------------- | ----------------- | ---------- | ------------- |
| 1998–2005     | Rover   | 1.8 Manuál           | 1,798 cc - R4         | 88 kW (118 hp)  | 160 Nm        | 195 km/h          | 10,9 s     | 7,8 l/100 km  |
| 1998–2005     | Rover   | 1.8 Automat          | 1,798 cc - R4         | 88 kW (118 hp)  | 160 Nm        | 190 km/h          | 12,3 s     | 9,4 l/100 km  |
| 1998–2002     | Rover   | 2.0 V6 Manuál        | 1,998 cc - V6         | 110 kW (150 hp) | 185 Nm        | 210 km/h          | 9,6 s      | 9,4 l/100 km  |
| 1998–2002     | Rover   | 2.0 V6 Automat       | 1,998 cc - V6         | 110 kW (150 hp) | 185 Nm        | 204 km/h          | 10,8 s     | 10,3 l/100 km |
| 2002–2005     | Rover   | 1.8 T Manuál         | 1,798 cc - R4 - Turbo | 110 kW (150 hp) | 215 Nm        | 210 km/h          | 9,1 s      | 7,8 l/100 km  |
| 2002-2005     | Rover   | 1.8 T Automat        | 1,798 cc - R4 - Turbo | 110 kW (150 hp) | 215 Nm        | 204 km/h          | 9,7 s      | 8,9 l/100 km  |
| 1998–2005     | Rover   | 2.5 V6 Manuál        | 2,498 cc - V6         | 130 kW (170 hp) | 240 Nm        | 230 km/h          | 8,2 s      | 9,6 l/100 km  |
| 1998–2005     | Rover   | 2.5 V6 Automat       | 2,498 cc - V6         | 130 kW (170 hp) | 240 Nm        | 216 km/h          | 8,9 s      | 10,5 l/100 km |
| 2002–2005     | Rover   | 2.5 V6 Automat - LWB | 2,498 cc - V6         | 130 kW (170 hp) | 240 Nm        | 216 km/h          | 9,9 s      | 10,6 l/100 km |
| 2003–2005     | Ford    | 4.6 V8 Manuál        | 4,601 cc - V8         | 190 kW (250 hp) | 410 Nm        | 249 km/h          | 6,2 s      | 12,2 l/100 km |
| 2003–2005     | Ford    | 4.6 V8 Automat       | 4,601 cc - V8         | 190 kW (250 hp) | 410 Nm        | 243 km/h          | 7,0 s      | 12,8 l/100 km |
| LPG           |         |                      |                       |                 |               |                   |            |               |
| Roky produkce | Výrobce | Model                | Typ motoru            | Výkon           | Točivý moment | Nejvyšší rychlost | 0–100 km/h | Spotřeba      |
| 2002–2005     | Rover   | 2.5 V6 LPG Automat   | 2,498 cc - V6         | 130 kW (170 hp) | 240 Nm        | 216 km/h          | 8,9 s      | 13,3 l/100 km |
| 2002–2005     | Rover   | 2.5 V6 LPG Automat   | 2,498 cc - V6         | 130 kW (170 hp) | 240 Nm        | 216 km/h          | 9,9 s      | 13,3 l/100 km |
| Diesel        |         |                      |                       |                 |               |                   |            |               |
| Roky produkce | Výrobce | Model                | Typ motoru            | Výkon           | Točivý moment | Nejvyšší rychlost | 0–100 km/h | Spotřeba      |
| 1998–2005     | BMW     | 2.0 CDT Manuál       | 1,951 cc - R4 - Turbo | 85 kW (114 hp)  | 260 Nm        | 190 km/h          | 11,0 s     | 5,5 l/100 km  |
| 1998–2005     | BMW     | 2.0 CDT Automat      | 1,951 cc - R4 - Turbo | 85 kW (114 hp)  | 260 Nm        | 190 km/h          | 12,2 s     | 6,91 l/100 km |
| 1999–2005     | BMW     | 2.0 CDTi Manuál      | 1,951 cc - R4 - Turbo | 96 kW (129 hp)  | 300 Nm        | 195 km/h          | 10,0 s     | 5,65 l/100 km |
| 1999–2005     | BMW     | 2.0 CDTi Automat     | 1,951 cc - R4 - Turbo | 96 kW (129 hp)  | 300 Nm        | 190 km/h          | 10,6 s     | 6,91 l/100 km |
| 1999–2005     | BMW     | 2.0 CDTi Automat LWB | 1,951 cc - R4 - Turbo | 96 kW (129 hp)  | 300 Nm        | 190 km/h          | 11,8 s     | 6,91 l/100 km |